# 阿達慶
阿達 慶（あだち けい、2005年9月29日 - ）は、日本のアイドル、俳優、ジュニア（旧ジャニーズJr.）。
神奈川県出身。STARTO ENTERTAINMENT所属。

## 来歴
2019年7月7日、ジャニーズ事務所に入所。グループには所属せず活動しているが、千井野空翔と通称“あだちいの”として人気を集める。

## 出演

### 舞台
- JOHNNYS' IsLAND（2019年12月8日 - 2020年1月27日、帝国劇場）[5]
- 陽だまりの樹（2021年3月5日 - 14日、ヒューリックホール東京 / 3月27日・28日、梅田芸術劇場 シアタードラマシティ） - 太田東斎 役[6][7]
- JOHNNYS' IsLAND THE NEW WORLD（2022年1月1日 - 19日[注 1]、帝国劇場）[9]
- JOHNNYS' World Next Stage（2023年1月1日 - 26日[注 2]、帝国劇場）[11]
- ガーすけと桜の子（2023年3月3日 - 5日、COOL JAPAN PARK OSAKA TTホール / 3月10日 - 19日、草月ホール） - サクラ 役[12][13]
- Endless SHOCK（2023年4月9日 - 5月31日、帝国劇場）[14][15]
- 少年たち 闇を突き抜けて（2023年10月4日 - 28日、新橋演舞場）[16]
- 帝国劇場 2024年新春公演 Act ONE（2024年1月1日 - 27日、帝国劇場）[17]
- 祭 GALA（2024年4月1日 - 29日、新橋演舞場）[18]
- MASSARA（2024年9月4日 - 17日、新橋演舞場） [19]
- トンデモ？ピーター・パン！（2024年9月28日 - 10月1日、梅田芸術劇場 / 10月5日・6日、アイプラザ豊橋 / 10月10日 - 14日、東京国際フォーラムホールC） - デニス・タイド 役[注 3]
- いきなり本読み！in BOOTCAMP！（2025年3月11日 - 14日、草月ホール）[20]
- サマータイムマシン・ブルース（2025年10月22日 - 11月2日〈予定〉、IMM THEATER / 11月6日・7日〈予定〉、COMTEC PORTBASE / 11月12日 - 16日〈予定〉、サンケイホールブリーゼ） - 田村 役[21]

### コンサート
- ALL Johnnys' Jr. 2023わっしょいCAMP! in Dome（2023年7月16日・17日、京セラドーム大阪 / 8月19日・20日、東京ドーム）[22]
- マイナビ サマステライブ2024 SUMMER GO! MIRAI GO! 東だ！西だ！全員集合（2024年7月30日 - 8月8日、EX THEATER ROPPONGI）[23]
- 東西ジュニア コンサート 東西シナジー（2024年12月20日 - 27日、オリックス劇場）[24]
- SHOWbiz 2025（2025年1月5日 - 13日、有明アリーナ）[25]
- 東京ジュニア Next Generation 2025（2025年7月30日 - 8月1日予定、EX THEATER ROPPONGI / 8月7日 - 16日予定、大阪松竹座）[26][27]

### イベント
- 駆アガル！〜あべこべ男子に憧れて〜（2025年3月22日・23日、ぴあアリーナMM）[28][29]

### テレビドラマ
- 文豪少年!〜ジャニーズJr.で名作を読み解いた〜 第7話（2021年5月2日、WOWOW）[30][31]
- つまらない住宅地のすべての家（2022年10月10日 - 11月16日、NHK総合） - 野嶋恵一 役[32]

### 映画
- リライト（2025年6月13日） - 園田保彦役 役[33]

### テレビ番組
- ジャニーズJr.ランドNEO（2023年4月28日 - 、TBSチャンネル1 / SPOOX）[34]